# Els Elois
Els Elois es la fiesta más antigua de la ciudad de Berga (Cataluña).

## Historia
En origen era la antigua fiesta de los traginers, y tenía la participación de todos los gremios de la ciudad. En honor a san Eloi, en la plaza de Sant Pere el sacerdote bendecía a los animales con agua sagrada. 
Actualmente la bendición la hacen los vecinos lanzando agua desde los balcones al paso de los animales (burros y caballos) y también sobre sus acompañantes. 
Finaliza con el curioso baile del ballet de Déu.
Esta interesante fiesta se celebra anualmente durante el mes de julio.
También se celebran los Elois en la vecina población de Prats de Llusanés en la comarca del Llusanés.